# Produs natural

Paclitaxelul (Taxol) este un produs natural derivat din Taxus brevifolia (tisă).

Un produs natural este un compus chimic sau o substanță care este produsă de către un organism viu, în mediul său natural. Cu alte cuvinte, în categoria produșilor naturali se regăsesc toate substanțele produse de viață. Produșii naturali care au fost identificați pot fi sintetizați prin sinteză chimică (atât prin semisinteză, cât și prin sinteză totală).

## Definire
Definirea produșilor naturali variază în funcție de domeniul de interes. În contextul chimiei organice, sunt denumiți produși naturali doar compușii organici purificați izolați din surse naturale, fiind obținuți ca urmare a unor căi metabolice (deci sunt metaboliți primari sau secundari). Din punctul de vedere al chimiei farmaceutice, termenul se referă mai strict la metaboliții secundari de interes farmaceutic și medical. Metaboliții secundari nu sunt esențiali supraviețuirii, însă oferă organismului care îi biosintetizează un anumit avantaj evolutiv.